# Ruta Estatal de Nevada 596
La Ruta Estatal de Nevada 596, y abreviada SR 596 (en inglés: Nevada State Route 596) es una carretera estatal estadounidense ubicada en el estado de Nevada. La carretera inicia en el Sur desde la Tropicana Avenue hacia el Norte en la Smoke Ranch Road. La carretera tiene una longitud de 11,5 km (7.158 mi).

## Mantenimiento
Al igual que las autopistas interestatales, y las rutas federales y el resto de carreteras estatales, la Ruta Estatal de Nevada 596 es administrada y mantenida por el Departamento de Transporte de Nevada por sus siglas en inglés Nevada DOT.

## Cruces
La Ruta Estatal de Nevada 596 es atravesada principalmente por la  SR 592  SR 589  SR 159 .